# Colonia de la Prensa

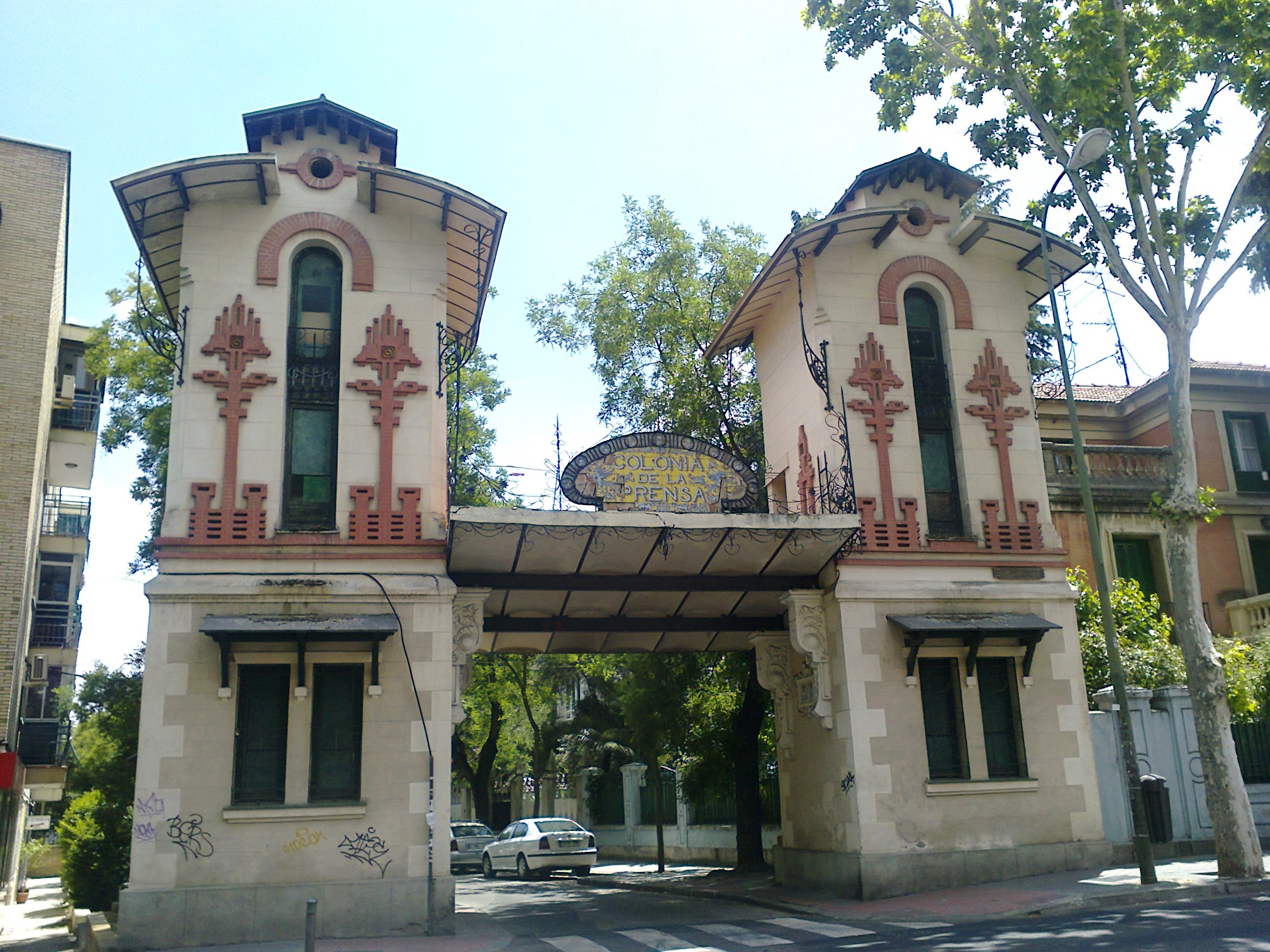
Entrada a la Colonia de la Prensa

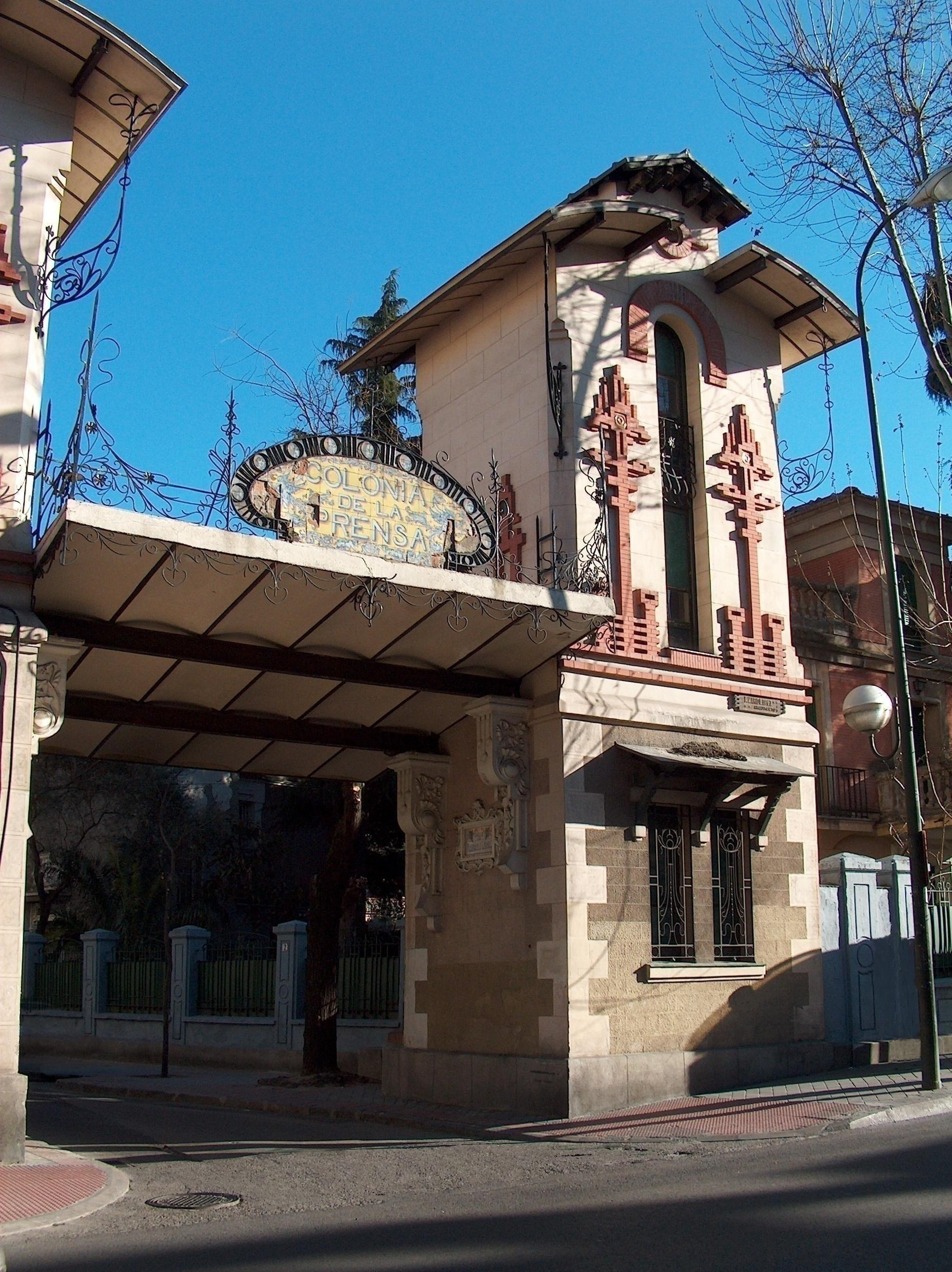
Entrada en Eugenia de Montijo, 61-63.

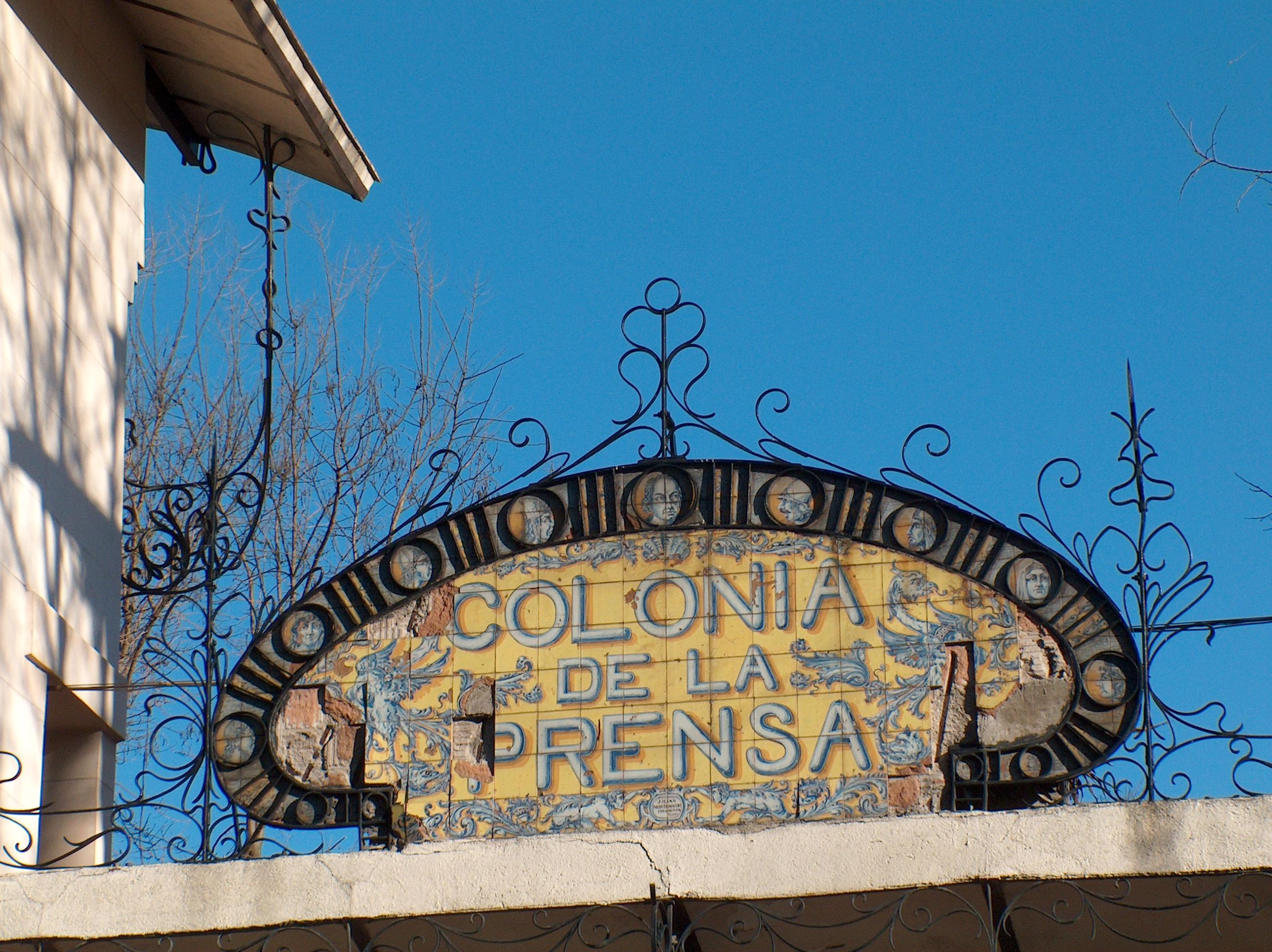
Enseña

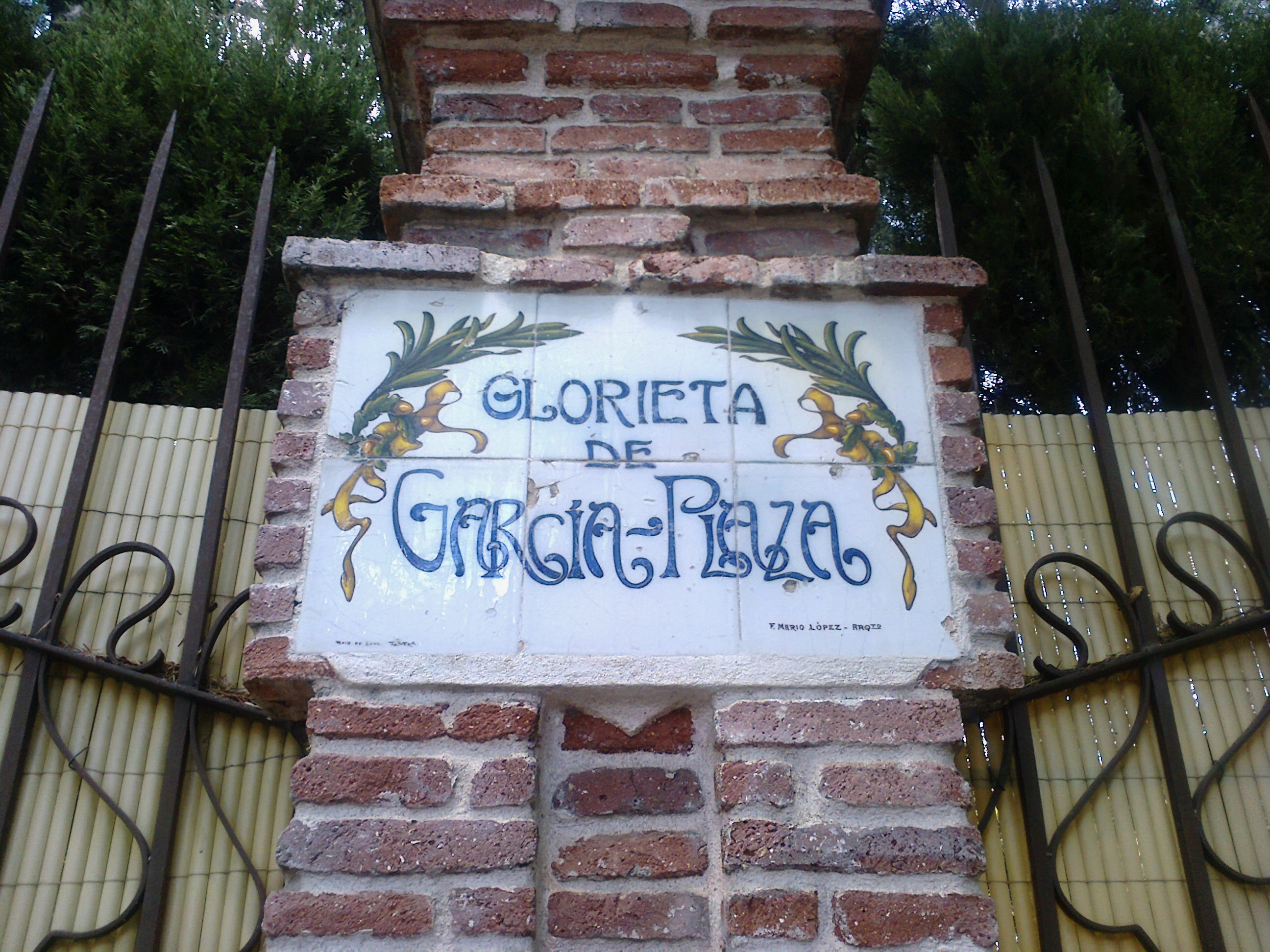
Placa de la Glorieta de García Plaza

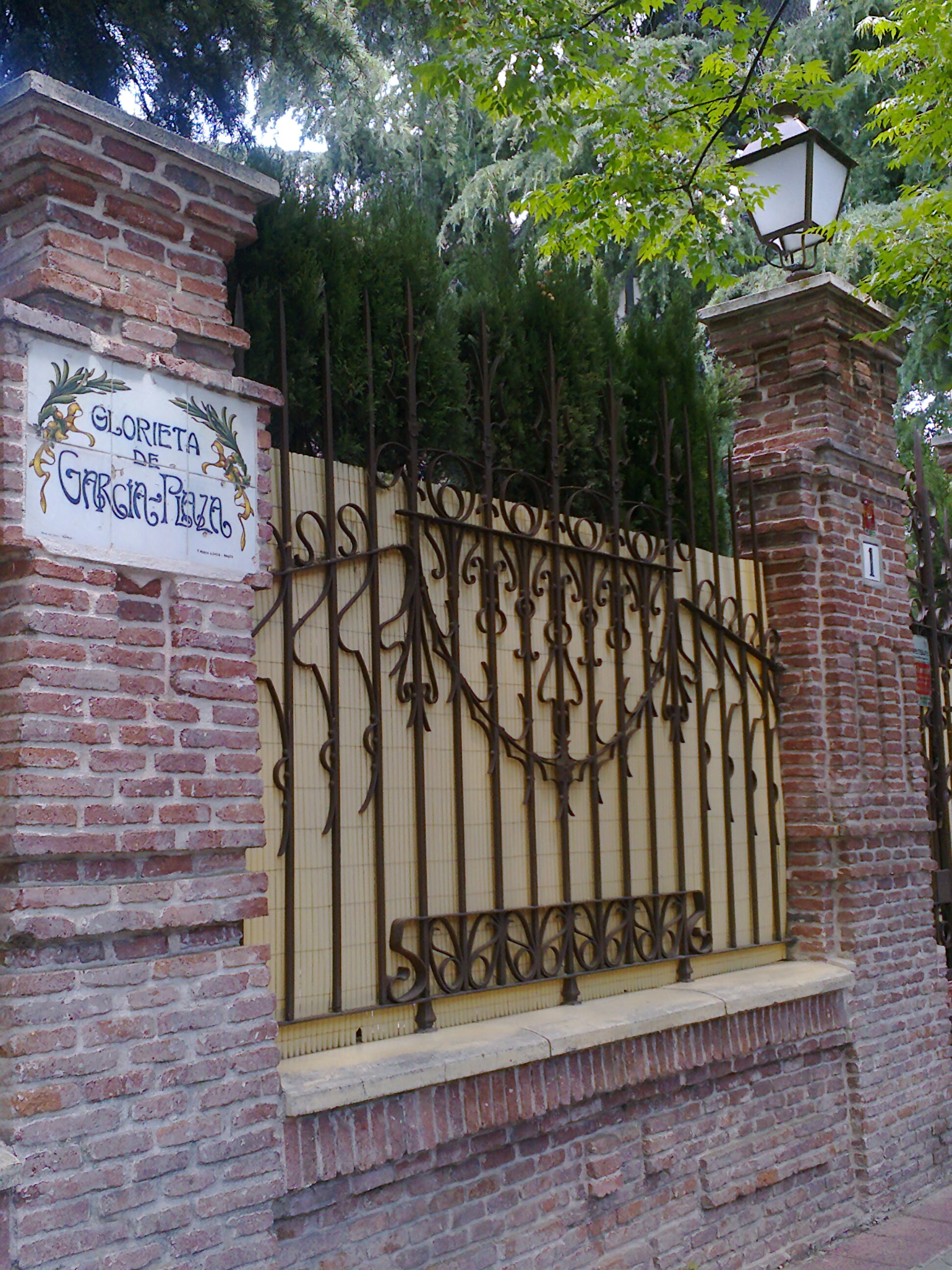
Glorieta de García Plaza

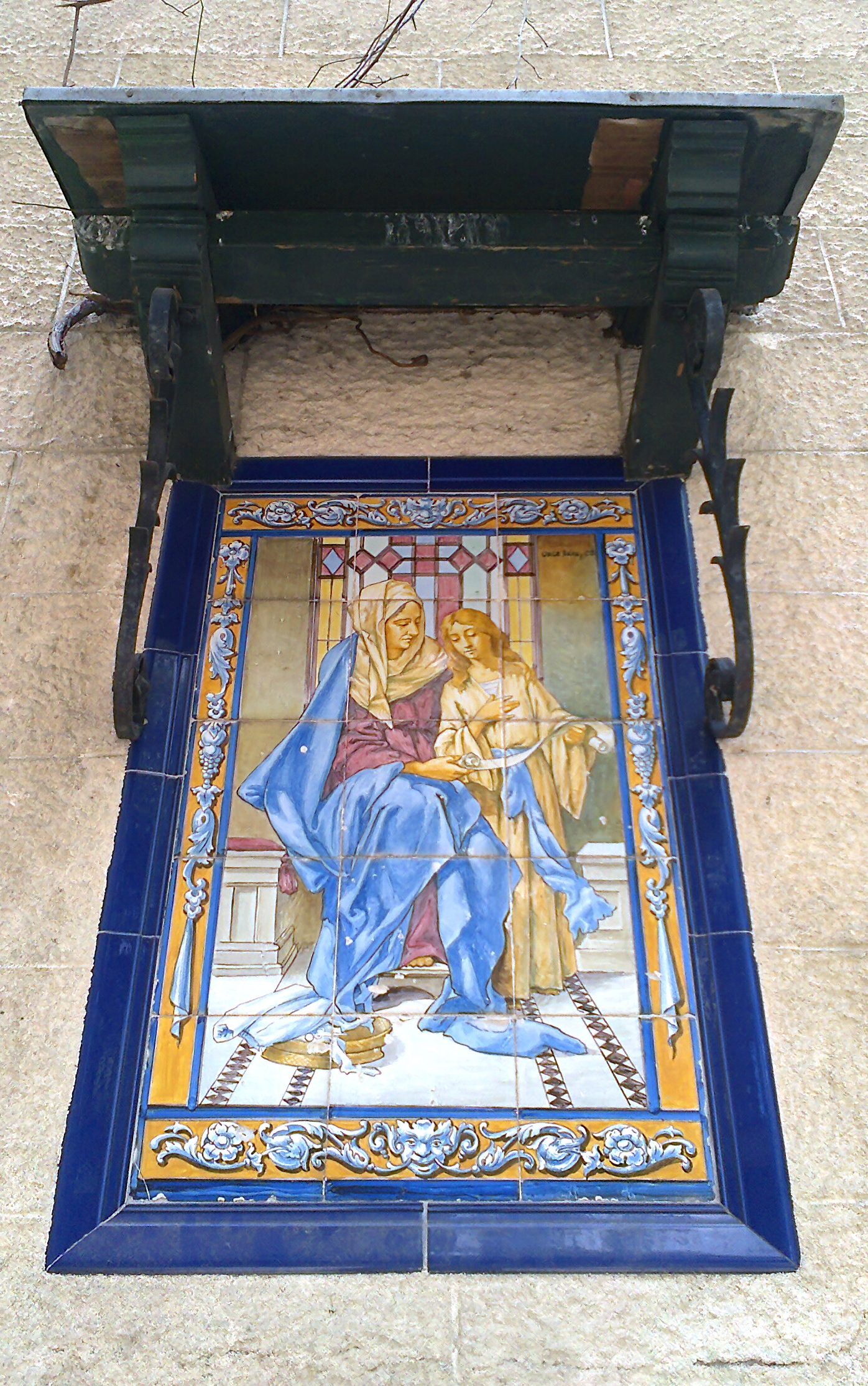
Detalle de la entrada a la Colonia de la Prensa

La Colonia de la Prensa es un área residencial histórica de la ciudad de Madrid, ubicada en el distrito de Carabanchel. Construida a principios del siglo XX, fue concebida como urbanización de chalés vacacionales y de retiro por miembros del gremio periodístico, de ahí su nombre. En la actualidad se conserva, junto con la Colonia Madrid Moderno, como uno de los ejemplos representativos del urbanismo modernista de Madrid.

## Ubicación y acceso
La colonia está ubicada en el barrio de Puerta Bonita, en el distrito madrileño de Carabanchel. Flanqueada por sus dos históricos torreones modernistas, tiene su entrada principal por los números 61 y 63 de la calle Eugenia de Montijo. Discurre entre esta y las calles de Federico Grases, Rodríguez Lázaro, Época y Siglo Futuro, estas dos últimas en referencia a periódicos ya desaparecidos.
El acceso en transporte público puede realizarse tanto en autobús (línea 34 - parada Colonia de la Prensa) como en metro (estaciones más cercanas: Eugenia de Montijo y Carabanchel Alto).

## Características
La colonia fue diseñada en 1905 por el arquitecto Felipe Mario López Blanco. Llena de referencias art decó, constituye un hito y testimonio de la huella de una cultura que rompe la mirada de un Madrid huérfano de Modernismo. 
Su entrada principal la conforman dos garitas-torretas, que en su origen hacían las veces de portería, control de acceso, locutorio telefónico y apeadero del tranvía. La entrada da paso a una de sus avenidas principales, la calle Rodríguez Lázaro, desde la que empiezan a distribuirse algunos de los chalés (u hotelitos, como popularmente se los conocía) más imponentes de los 40 que se edificaron.
En su construcción se propusieron dos modelos básicos de vivienda, aunque personalizados bajo el ideal residencial de una casa tranquila y alejada del centro de la ciudad, cuya variedad arrojaba un riquísimo repertorio edificatorio sin merma de la unidad del conjunto: ladrillo, cerámica y revoco en fachada; decoración principalmente en las líneas constructivas, recercados de huecos, frontones, porches, cercos y rejerías; desvanes, torreones y alusiones modernistas y regionalistas.
Algunos de los chalés que sobrevivieron a los daños causados durante la Guerra Civil son el Hotelito del Gato (incluida la glorieta de García Plaza, donde se ubica, y en el que vivió Manuel Machado), el Hotelito de Olalde y el Hotelito del Rey.

## Historia
El origen de esta colonia se remonta a principios del siglo XX, cuando surge la necesidad de urbanizar los terrenos existentes entre Carabanchel Bajo y Carabanchel Alto, que en ese momento eran municipios independientes de Madrid. 
Así, en 1910 la agrupación de profesionales de la prensa Los Cincuenta acuerda el cambio de denominación y se convierte en Asociación Benéfica-Cooperativa de Construcción de Viviendas Baratas Colonia de la Prensa, que será secundada por la Ciudad-Jardín de Prensa y Bellas Artes. Felipe Mario López Blanco redacta la parcelación y el proyecto, ejemplo de perfecta urbanización y de vivienda racionalista ajardinada que todavía conserva su porte.
Alfonso XIII coloca en 1913 la primera piedra de la que será la primera ciudad de periodistas de España y la primera colonia de hoteles de Madrid acogida a la legislación de Casas Baratas de 1911, con un esquema originario ortogonal en torno a una plaza circular central. Llegaría a ser uno de los escasos ejemplos de arquitectura modernista de Madrid. Felipe Mario López Blanco lleva a cabo las obras entre 1913 y 1916.

### Guerra Civil
En 1936 los Carabancheles se encontraban en el frente de batalla de la Guerra Civil, lo que se tradujo en numerosos daños inmuebles, entre ellos, la destrucción de muchos de los chalés de la Colonia de la Prensa. En los años 50 y 60, tras la anexión de Carabanchel Bajo y Carabanchel Alto a la ciudad de Madrid, y debido al aumento de la inmigración, se convirtió en un barrio obrero y algunos de los chalés más deteriorados, en lugar de ser reconstruidos, fueron derribados para edificar bloques de pisos. Más tarde, durante los años 80, algunas de las casas originales se empezaron a restaurar.

### Actualidad
En la actualidad se trata de una colonia protegida en el Plan General de Ordenación Urbana de Madrid de 1997, que fue objeto de rehabilitación de todo el viario en 2003, siendo concejal de Carabanchel Carlos Izquierdo. Además, recientemente se ha solicitado formalmente al ayuntamiento de Madrid la restauración del acceso principal, que constituye uno de los pocos vestigios que perviven de la histórica colonia.